# Arquidiocese de Bangkok
A Arquidiocese de Bangkok (Archidiœcesis Bangkokensis), em tailandês:  อัครสังฆมณฑลกรุงเทพฯ, é uma arquidiocese da Igreja Católica situada na Tailândia. Seu atual arcebispo é Francis Xavier Vira Arpondratana. Sua Sé é a Catedral da Assunção da Sagrada Virgem Maria.
Possui 59 paróquias servidas por 247 padres, contando com 0,9% da população jurisdicionada batizada.

## História
Os primeiros missionários a chegar à região foram os jesuítas e dominicanos no século XVI. Mas foi com a chegada dos missionários da Sociedade para as Missões Estrangeiras de Paris que a missão foi capaz de tomar posse estável; eles se estabeleceram no final de 1662 em Ayutthaya, a capital do reino do mesmo nome. Com a breve Cum civitas Iuthia de 4 de junho de 1669, o Papa Clemente IX submeteu a missão de Sião para o vicariato apostólico de Nanquim (hoje Arquidiocese).
O vicariato apostólico do Sião foi erigido em 1673.
Em 18 de dezembro de 1965, o vicariato apostólico foi elevado à categoria de arquidiocese metropolitana com a bula Qui in fastigio do Papa Paulo VI.

## Prelados
|                          | Nome                                          | Período    | Notas                                    |
| Arcebispos               | Arcebispos                                    | Arcebispos | Arcebispos                               |
| ------------------------ | --------------------------------------------- | ---------- | ---------------------------------------- |
| 4º                       | Francis Xavier Vira Arpondratana              | 2025-      | Atual                                    |
| 3º                       | Francis Xavier Cardeal Kriengsak Kovithavanij | 2009-2024  | Arcebispo emérito                        |
| 2º                       | Michael Michai Cardeal Kitbunchu              | 1973-2009  | Arcebispo emérito                        |
| 1º                       | Joseph Khiamsun Nittayo                       | 1965-1973  |                                          |
| Bispos                   |                                               |            |                                          |
| 16º                      | Louis-August-Clément Chorin, M.E.P.           | 1947-1965  |                                          |
| 15º                      | René-Marie-Joseph Perros, M.E.P               | 1909-1947  |                                          |
| 14º                      | Jean-Louis Vey, M.E.P                         | 1875-1909  |                                          |
| 13º                      | Ferdinand-Aimé-Augustin-Joseph Dupond, M.E.P  | 1864-1872  |                                          |
| 12º                      | Jean-Baptiste Pallegoix, M.E.P                | 1841-1862  |                                          |
| 11º                      | Jean-Paul-Hilaire-Michel Courvezy, M.E.P      | 1834-1841  | Nomeado Bispo de Singapura               |
| 10º                      | Esprit-Marie-Joseph Florens, M.E.P            | 1811-1834  |                                          |
| 9º                       | Arnaud-Antoine Garnault, M.E.P                | 1786-1811  |                                          |
| 8º                       | Joseph-Louis Coudé, M.E.P                     | 1782-1785  |                                          |
| 7º                       | Olivier-Simon Le Bon, M.E.P                   | 1776-1780  |                                          |
| 6º                       | Pierre Brigot, M.E.P                          | 1755-1776  | Nomeado Bispo de Pondicherry e Cuddalore |
| 5º                       | Jean de Lolière-Puycontat, M.E.P              | 1738-1755  |                                          |
| 4º                       | Jean François Abdias de Villevieille          | 1737-1738  |                                          |
| 3º                       | Jean-Jacques Tessier de Quéralay, M.E.P       | 1727-1736  |                                          |
| 2º                       | Louis Champion de Cicé, M.E.P                 | 1700-1727  |                                          |
| 1º                       | Louis Laneau, M.E.P                           | 1669-1696  |                                          |
| Bispos coajdutores       |                                               |            |                                          |
|                          | Joseph Khiamsun Nittayo                       | 1963-1965  |                                          |
|                          | Jean-Baptiste Pallegoix, M.E.P.               | 1838-1841  |                                          |
|                          | Jean-Paul-Hilaire-Michel Courvezy, M.E.P.     | 1832-1834  |                                          |
|                          | Barthélemy Bruguière, M.E.P.                  | 1828-1831  | Nomeado Bispo de Seul                    |
|                          | Esprit-Marie-Joseph Floren, M.E.P.            | 1810-1811  |                                          |
|                          | Olivier-Simon Le Bon, M.E.P.                  | 1764-1776  |                                          |
|                          | Pierre Brigot, M.E.P.                         | 1755       |                                          |
|                          | Jean-Jacques Tessier de Quéralay, M.E.P.      | 1717-1727  |                                          |
| Administrador Apostólico |                                               |            |                                          |
|                          | Francis Xavier Vira Arpondratana              | 2024-2025  | Elevado à Arcebispo                      |